# 사타케 요시치카 (1839년)

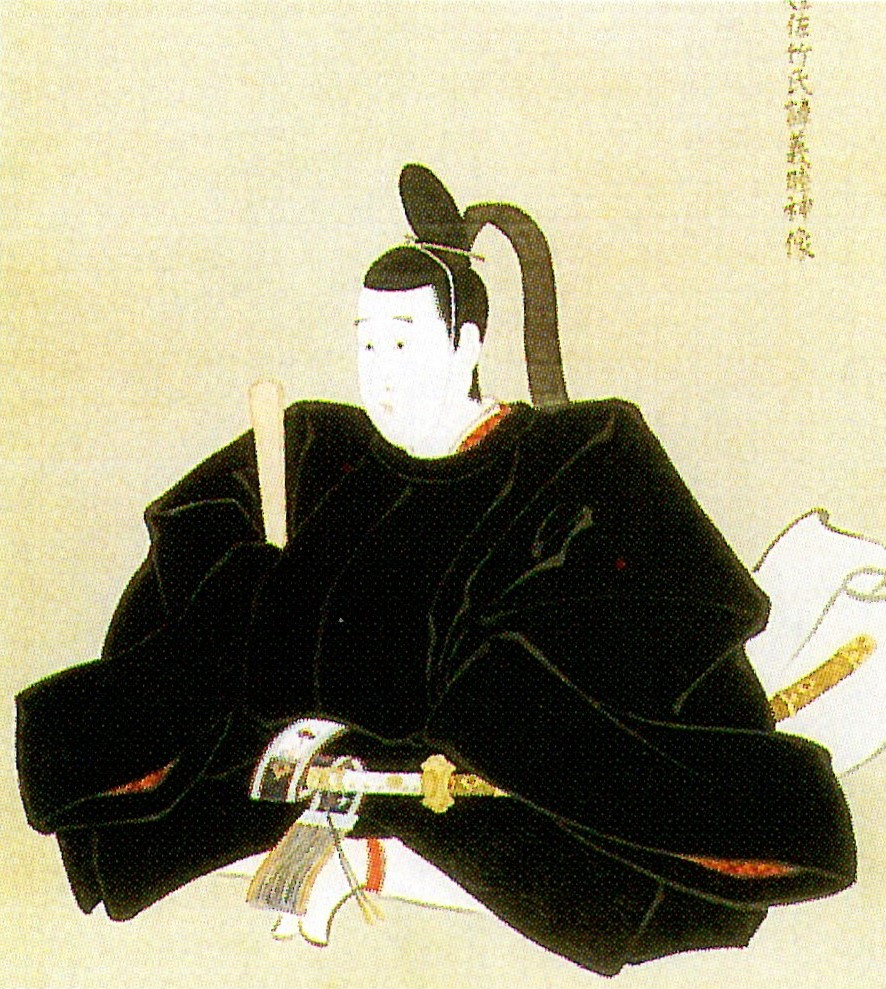
사타케 요시치카

사타케 요시치카(일본어: 佐竹義睦, 1839년 7월 2일 ~ 1857년 8월 20일)는 일본 에도 시대의 다이묘로, 구보타 번의 11대 번주이다. 어릴적 이름은 다케마루(雄丸)이고, 통칭은 지로(次郎)이다. 관위는 종4위하, 시종, 우쿄노다이부(右京大夫)이다.
덴포 10년(1839년), 10대 번주 사타케 요시히로의 둘째 아들로 태어났다. 고카 3년(1846년), 아버지 요시히로가 사망하자 번주직을 이었다. 안세이 원년(1854년), 쇼군 도쿠가와 이에사다를 알현하였고, 종4위하에 서임되었다. 번 정치에 있어서는 해상 경비의 강화와 직물업을 중심으로 하는 산업 장려에 힘썼다. 안세이 4년에 19세의 나이로 사망하였고, 자식이 없어 아키타 신덴 번주 사타케 요시타카가 양자가 되어 그 뒤를 이었다.
| 전임 사타케 요시히로 | 제11대 구보타 번 번주 1846년 ~ 1857년 | 후임 사타케 요시타카 |